# NGC 7098
NGC 7098 é uma galáxia espiral barrada (SBa) localizada na direcção da constelação de Octans. Possui uma declinação de -75° 06' 39" e uma ascensão recta de 21 horas, 44 minutos e 16,0 segundos.
A galáxia NGC 7098 foi descoberta em 22 de Setembro de 1835 por John Herschel.